# Igbon Island
Igbon Island ist eine Insel der Philippinen in der Provinz Iloilo. Sie liegt etwa 4 km vor der Ostküste der Insel Panay, am nördlichen Eingang der Guimaras-Straße in der westlichen Visayas-See. Nordwestlich liegen in 4,2 km Entfernung die Insel Pan de Azucar, in 2 km Botlog Island und in 3 km Tago Island. Nördlich liegen in 1,1 km Agho- und in 2,5 km Entfernung Malangabang Island.
Auf der Insel liegt der gleichnamige Barangay Igbon, dieser gehört zur Verwaltungsstruktur der Großraumgemeinde Concepcion. Dieser hatte im Jahr 2010 exakt 2380 Einwohner und wird als dörflich beschrieben. Regelmäßige Fährverbindungen zur Insel bestehen nicht, es müssen Auslegerboote im Fischereihafen von Concepcion gemietet werden. Die Überfahrt dauert ca. 30 Minuten.
Die Topografie der Insel ist gekennzeichnet durch ein hügeliges Terrain, das im Süden bis auf 236 Meter über dem Meeresspiegel ansteigt. Die Küstenlinie der etwa 4,2 km langen und ca. 3,1 km breiten Insel wird durch Sandstrände gesäumt. Nördlich und südwestlich liegen ausgedehnte Korallenriffe der Insel vorgelagert, deren Riffsaumkanten fallen in steilen, zum Teil vertikalen Wänden in die Tiefe ab. Der Pflanzenwuchs der Insel besteht aus einer tropischen Vegetation, die größtenteils aus Kokospalmen, Mangobäumen und Büschen besteht.